# Coupe de Belgique masculine de handball 2005-2006
Navigation
Édition précédente Édition suivante
La Coupe de Belgique masculine de handball 1999-2000 est la 42e édition de cette compétition organisée par l'Union royale belge de handball (URBH)
La finale s'est jouée à Lommel le 6 mai 2006. Elle opposa le Sporting Neerpelt, affilié à la VHV au HC Eynatten, affilié à la LFH.En plus de jouer pratiquement à domicile, le Sporting fut le bourreau des germanophones en finale à deux reprises à savoir en 2001 et en 2002.
Il n'y aura par de miracle pour le HC Eynatten qui s'inclina face au Sporting Neerpelt sur le score de 26 à 32. C'est la neuvième Coupe de Belgique pour les limbourgeois qui restent les plus titrés.

## Phase finale

### Huitièmes de finale
| Club              | Résultat | Club                  | Lieu         |
| ----------------- | -------- | --------------------- | ------------ |
| Jeunesse Jemeppe  | 18-36    | KV Sasja HC Hoboken   | Seraing      |
| Sporting Neerpelt | 38-23    | Kreasa HB Houthalen   | Neerpelt     |
| HC Visé BM        | 28-29    | HC Eynatten           | Visé         |
| HC Amay           | 20-38    | Initia HC Hasselt     | Amay         |
| ROC Flémalle      | 26-22    | HCA Lommel            | Flémalle     |
| HC Atomix         | 30-21    | Achilles Bocholt      | Haacht       |
| EHC Tournai       | 25-24    | Entende du Centre CLH | Tournai      |
| Union beynoise    | 20-26    | T United HC Tongeren  | Beyne-Heusay |

### Quarts de finale
| Lieu     | Club              | Aller | Total | Retour | Club                 | Lieu     |
| -------- | ----------------- | ----- | ----- | ------ | -------------------- | -------- |
| Hasselt  | Initia HC Hasselt | 30-28 | 56-60 | 26-32  | HC Eynatten          | Eynatten |
| Flémalle | ROC Flémalle      | 24-27 | 42-51 | 18-24  | T United HC Tongeren | Tongres  |
| Tournai  | EHC Tournai       | 16-37 | 35-88 | 19-51  | Sporting Neerpelt    | Neerpelt |
| Haacht   | HC Atomix         | 31-40 | 51-79 | 20-39  | KV Sasja HC Hoboken  | Anvers   |

### Demi-finales
| Lieu     | Club                | Aller | Total | Retour | Club                 | Lieu    |
| -------- | ------------------- | ----- | ----- | ------ | -------------------- | ------- |
| Anvers   | KV Sasja HC Hoboken | 40-36 | 61-64 | 21-28  | Eynatten             | Raeren  |
| Neerpelt | Sporting Neerpelt   | 27-19 | 63-44 | 36-25  | T United HC Tongeren | Tongres |

### Finale
| 06 mai 2006 | Sporting Neerpelt | 32 - 26 | HC Eynatten                                                             | Lommel Arbitrage : Riga/fhomassen |
| 06 mai 2006 | Jos Riské 9       | (14-14) | Guy Peters 4 Stephan Kirschfink 4 Kresimir Djurasin 4 Damian Kedziora 4 | Lommel Arbitrage : Riga/fhomassen |

- Vainqueurs :  Ruud Hansen,  Tom Smeets,  Tim Habraken,  Michael Schonk,  Kevin Vandeweyer,  Bart Lenders,  Bjorn Timmermans,  Szymon Dobrzynski,  Stijn Sterck,  Bram Dewit,  Michal Osmola,  Mickel Wouters,  Johannes Verhoeven,  Jos Riské
- Finalistes :  Tom Vermeylen,  Keno Knittel,  Tobias Schmitz,  Blagoice Krstev,  Guy Peters (nl),  Stephan Kirschfink,  Kresimir Djurasin,  Damian Kedziora,  Christoph Nienhaus,  Nicolas Havenith,  Benjamin Soccal,  Jean-Marc Schuransky,  Oliver Werding

## Vainqueur
| Coupe de Belgique de handball 2005-2006 Sporting Neerpelt 9e titres |